# Jo Brand
Josephine Grace "Jo" Brand (født 23. juli 1957 i Hastings) er en engelsk komiker, stand-up-komiker, skuespiller og forfatter. I 2003 kårede The Observer hende som en af Englands 50 sjoveste. i 2011 vandt hun en BAFTA for sin rolle i serien Getting On.
Hun er kendt for sin livstrætte stil og sine mange upassende vittigheder om mænd.

## Tidlige liv
Brand blev født den 23. juli 1957 i Hastings i East Sussex. Hun har to brødre, og hendes mor var socialrådgiver og faderen ingeniør.
Hun forelskede sig som 15-årig i en 19-årig heroinmisbruger og flyttede sammen med ham. Hun arbejdede med rengøringsmidler og gik i skole en gang om ugen. Han fik arbejde i London og lod Brand bo i en etværelseslejlighed. Da hun en fredag kom for at besøge ham i London, fandt hun ham med en anden. Hun slog op og tog omkring 25 kg på.
Efter forefaldende arbejde læste Brand samfundsvidenskab og sygepleje og blev i 1982 psykiatrisk sygeplejerske. Det var hun i 10 år.

## Karriere

### Komik
Brands karriere blev hjulpet godt på vej af Malcolm Hardee. Efter hun havde set stand-up-komikere på pubber, besluttede hun sig for at prøve lykken selv. Hendes første show gik ikke godt, og hun blev kaldt en "fed ko", før hun gik ned uden bifald.
Brand gik under navnet The Sea Monster (søuhyret) og fik stadig mere succes på trods af tilbageslag. Hun fik udviklet sin egen personlige livstrætte stil om mænd, fæces og urin.
I 1993 deltog Brand fast i programmet The Brain Drain. I 1993 var hun god nok til at få sit eget program på Channel 4 Jo Brand Through the Cakehole med stand-up og sketch. Jo Brand Through the Cakehole var med i seks episoder i 1993, 1994 og 1996 og havde Jim Miller som medforfatter; han hjalp også Brand med at skrive stand-up. Brand, der længe havde været fan af programmet Countdown fik i den 1. juni 1998 en drøm opfyldt og deltog i programmet. Hun blev ven med værten Richard Whiteley, der døde i 2005. I alt har Brand deltaget i programmet 83 gange.
Fra 1992 har Brand deltaget i programmet Have I Got News for You 10 gange. Hun er den eneste faste kvindelige gæst i QI. Hun har deltaget 32 gange, og det er rekord for både mænd og kvinder - undtagen Bill Bailey og Alan Davies.
Brand har været med i stand-up-programmet Live at the Apollo tre gange; den ene som vært.
I 2011 var Brand vært for programmet Jo Brand's Big Splash med stand-up, besøg hos britiske vandhunde og en vandet opgave med en anden komiker. Programmet sendtes i én sæson med fem afsnit med forskellige gæstekomikere i hver.

### Skuespil
I 1994 var Brand med i et afsnit af serien Helt hysterisk. Hun var med i afsnit fire i sæson to; New Best Friend.
I 1998 var Brand med i filmen Crow's Nest.
Brand var i 2010 med i komediefilmen Horrid Henry: The Movie. I den spillede hun en køkkendame.

#### Getting On
I 2009 og 2010 spillede Jo Brand en hovedrolle i komedieserien Getting On. De andre hovedroller blev spillet af Joanna Scanlan og Vicki Pepperdine. Brand spillede sygeplejerske Kim Wilde, der arbejder på geriatrisk afdeling på et hospital. De tre med hovedrollerne var alle forfattere på serien. Brand vandt i 2011 en BAFTA for bedste kvindelige skuespiller i en komedieserie.

### Forfatterskab
Brand har skrevet følgende bøger:
| Titel                                                       | Forlag og årstal                 | ISBN                   | Noter                                         |
| ----------------------------------------------------------- | -------------------------------- | ---------------------- | --------------------------------------------- |
| A Load of Old Balls: Men in History                         | Simon & Schuster, 1994           | ISBN 0-671-71385-X     | Jo Brands største mænd i historien            |
| A Load of Old Ball Crunchers: Women in History              | Simon & Schuster, 1996           | ISBN 0-684-81695-4     | Jo Brands største kvinder i historien         |
| Mental                                                      | Drama Association of Wales, 1996 | ISBN 1-898740-41-0     | Teaterstykke skrevet sammen med Helen Griffin |
| Sorting Out Billie                                          | Headline Book Publishing, 2004   | ISBN 0-7553-2336-X     | Roman                                         |
| It's Different for Girls                                    | Review, 2005                     | ISBN 0-7553-2229-0     | Roman                                         |
| The More You Ignore Me                                      | Review, 2009                     | ISBN 0-7553-2231-2     | Roman                                         |
| Look Back in Hunger. The Autobiography                      | Review, 2009                     | ISBN 0-7553-5525-3     | Første del af Brands selvbiografi             |
| Can't Stand Up For Sitting Down. The Autobiography – Part 2 | Review, 2010                     | ISBN 978-0-7553-5526-6 | Anden del af Brands selvbiografi              |

## Privatliv
Brand giftede sig i 1997 med Bernie Bourke, der er psykiatrisk sygeplejerske og dementerede rygter om, at hun var homoseksuel . De har to døtre, Maisie Harriet (født marts 2001) og Eliza Mary (født november 2002).
Brand støtter det britiske Labour Party.
Brand er fan af fodboldklubben Crystal Palace F.C.